# Kazimierz Makarczyk
Kazimierz Tomasz Makarczyk (nacido el 1 de enero de 1901 en Varsovia, fallecido el 27 de mayo de 1972 en Łódź) fue un ajedrecista polaco.

## Trayectoria como ajedrecista
En 1922 fue 3.º en el Campeonato Académico celebrado en Varsovia. En 1926, terminó 10.º en el 1.º Campeonato de Nacional de Ajedrez de Polonia, en Varsovia, con triunfo de Dawid Przepiórka. En 1927, quedó 3.º, por detrás de Akiba Rubinstein y Savielly Tartakower, en Łódź (2.º Campeonato Nacional de Polonia). En ese mismo año, fue 2.º-3.º en Varsovia (triunfo de Stanisław Kohn).
En 1928, quedó 2.º-3.º en Varsovia, con victoria de Abram Blass. En 1929, fue 3.º-4.º en Varsovia (triunfo de Leon Kremer). En 1930, quedó 2.º, por detrás de Paulino Frydman, en Varsovia. En el mismo año, ganó (4,5:3,5) un partido contra Teodor Regedziński en Łódź. En 1935, fue 8.º-9.º en Varsovia (3.º Campeonato Nacional de Polonia). El evento fue ganado por Tartakower. En 1937, quedó 7.º en Bad Saarow.
Makarczyk participó por Polonia en cinco Olimpíadas de Ajedrez oficiales y en una no oficial.
- En 1928, jugó en el primer tablero en la segunda Olimpíada en La Haya (+5 -5 =6).
- En 1930, jugó en el cuarto tablero en la tercera Olimpíada en Hamburgo (+5 -3 =5).
- En 1931, jugó en el cuarto tablero en la cuarta Olimpíada en Praga (+5 -1 =6).
- En 1933, jugó en el tablero de reserva en la quinta Olimpíada en Folkestone (+4 -2 =7).
- En 1935, jugó en el tablero de reserva en la sexta Olimpíada en Varsovia (+6 -1 =7).
- En 1936, jugó en el segundo tablero en la tercera Olimpíada no oficial en Munich (+6 -7 =5).

Ganó cinco medallas por equipos: una de oro (1930), dos de plata (1931, 1936), y dos de bronce (1928, 1935).
Después de la Segunda Guerra Mundial, se trasladó a vivir en Łódź. En 1946, fue 10.º-11.º en Sopot (5.º Campeonato Nacional de Polonia)con triunfo de Bogdan Śliwa. En 1948, Makarczyk ganó en Cracovia (6.º Campeonato Nacional de Polonia). En enero de 1949, perdió 0:2 contra Jan Foltys, en un encuentro entre Polonia y Checoslovaquia en Katowice. En julio de 1949, perdió 0:2 contra László Szabó, en un encuentro entre Polonia y Hungría en Varsovia. En 1949, fue 13.º-14.º en Poznan (7.º Campeonato Nacional de Polonia). En 1950, quedó 3.º en Bielsko (8.º Campeonato Nacional de Polonia). En 1951, fue 9.º-10.º en Łódź (9.º Campeonato Nacional de Polonia). En 1951, quedó 5.º en Sopot, con triunfo de Ernő Gereben.
En 1952, quedó 3.º-4.º, empatado con József Szily, y por detrás de Zdravko Milev y Ion Balanel, en Miedzyzdroje. En 1952, fue 1.º con Śliwa en Katowice (10.º Campeonato Nacional de Polonia), pero perdió el desempate.
Makarczyk no jugó en la 10.º Olimpíada de Ajedrez de Helsinki de 1952, debido a una decisión de las autoridades polacas de Ajedrez. En 1953, quedó 3.º-5.º en el 11.º Campeonato Nacional de Polonia, jugado en Cracovia. En 1954, fue 6.º-7.º en Łódź (12.º Campeonato Nacional de Polonia). Makarczyk fue galardonado con el título de Maestro Internacional en 1950. A partir de 1954, pasó a ejercer como entrenador de ajedrez.